# Paradisfågeln (film)
För andra betydelser, se Paradisfågel.
Paradisfågeln är en svensk film från 1917 i regi av Konrad Tallroth.

## Om filmen
Filmen premiärvisades 24 september 1917 på biograf Scala i Helsingfors Finland. Den släpptes dock aldrig på den svenska marknaden. Filminspelningen skedde vid Svenska Biografteaterns ateljé på Lidingö av Henrik Jaenzon med Axel Esbensen som filmarkitekt. 

## Rollista (i urval)
- Lili Bech – Ayo Vindico, kallad Paradisfågeln
- Richard Lund – Prins Enrico
- John Ekman – Kansler
- Konrad Tallroth – Eugene Orsini, greve, adjutant och barndomsvän till prinsen
- Thure Holm
- John Westin